# Sucha Góra (gromada)
Sucha Góra – dawna gromada, czyli najmniejsza jednostka podziału terytorialnego Polskiej Rzeczypospolitej Ludowej w latach 1954–1972.
Gromady, z gromadzkimi radami narodowymi (GRN) jako organami władzy najniższego stopnia na wsi, funkcjonowały od reformy reorganizującej administrację wiejską przeprowadzonej jesienią 1954 do momentu ich zniesienia z dniem 1 stycznia 1973, tym samym wypierając organizację gminną w latach 1954–1972.
Gromadę Sucha Góra z siedzibą GRN w Suchej Górze (obecnie w granicach Bytomia) utworzono – jako jedną z 8759 gromad na obszarze Polski – w powiecie tarnogórskim w woj. stalinogrodzkim, na mocy uchwały nr 23/54 WRN w Stalinogrodzie z dnia 5 października 1954. W skład jednostki wszedł obszar dotychczasowej gromady Sucha Góra oraz kolonie Blachówka i Łazanówka o łącznej powierzchni 332,75 ha z dotychczasowej gromady Bobrowniki ze zniesionej gminy Bobrowniki w tymże powiecie. Dla gromady ustalono 27 członków gromadzkiej rady narodowej.
20 grudnia 1956 województwo stalinogrodzkie przemianowano (z powrotem) na katowickie.
Gromada przetrwała do końca 1972 roku, czyli do kolejnej reformy gminnej.